# ぜったい遵守☆にゅ〜こづくりわーるど
『ぜったい遵守☆にゅ〜こづくりわーるど』（せったいじゅんしゅこづくりわーるど）は、2016年12月22日に発売されたsofthouse-seal GRANDEEの第9作となる18禁美少女アドベンチャーゲーム。

## あらすじ
出生率の低下による少子化が問題となっている時代で男児が産まれないという異変により、その窮地を脱する目的で様々な方策が練られる時代。に主人公の成瀬斗真が生まれ、彼は人類の存亡に関わる窮地を脱するためにある画期的な法案を提出した。

## 登場人物
成瀬 斗真
本作の主人公。上最年少で国の議員になり、少子化から脱却するための画期的な法案を提出する。
下ネタ関連の発言が多い。自分の欲望に忠実な男。少子高齢化対策とはいえ、何故か学校を設立と許可証の発行をした。今作の全ての元凶
春日井 乃愛 （かすがい のあ）
声 - 藤堂みさき
身長：154cm BWH：B90（G）/ W58/ H83
いわゆるツンデレ系幼じみ。感性は相当ズレている。
星宮 きらり （ほしみや きらり）
声 - 木多野あり
身長：155cm BWH：B83（F）/ W54/ H83
斗真のクラスメート。
初対面の主人公にグイグイ距離を詰めてくる。
沖田 奏音 （おきた かのん）
声 - 水野七海
身長：150cm　 BWH：B80（B）/ W58/ H78
ボーイッシュ系アイドルでだが学生生活の都合上、芸能活動はレギュラーのみにしている。
主人公がファンであり、主人公のいきなりの告白にも引かない鋼のメンタルを持つ。
作中ではストーカー（実は後輩女子）から主人公に助けてもらった経緯がある。
東條 一華 （とうじょう いちか）
声 - 佐倉もも花
身長：160cm　 BWH：B84（D）/ W59/ H86
いわゆる潔癖系女子。武道を嗜んでいる。
朝槻 ほまれ （あさつき ほまれ）
声 - 綾瀬あかり
身長：158cm　 BWH：B94（H）/ W58/ H85
男は何歳になっても子供という文献の記述を鵜呑みにして斗真のことを子供だと思って接し、男について研究するために転入して来た上級生。
料理も得意。
田所 南 （たどころ みなみ）
声 - 今理名
身長：140cm　 BWH：B74（C）/ W52/ H75
捻くれた暗い雰囲気の女子。主人公に話しかけてもらって少しずつ心を開いていく。